# 小行星14789
小行星14789（14789 GAISH）是一颗绕太阳运转的小行星，为主小行星带小行星。该小行星于1969年10月8日发现。

## 轨道参数
小行星14789的轨道半长轴为3.1234135 UA，离心率为0.091。